# Urucará
Urucará é um município brasileiro do interior do estado do Amazonas, Região Norte do país. Pertencente à Região Geográfica Intermediária de Parintins e Região Geográfica Imediata de Itacoatiara, está situado a leste de Manaus, capital do estado. Sua população, de acordo com estimativas de 2021 do Instituto Brasileiro de Geografia e Estatística (IBGE), é de 16 007 habitantes.

## Subdivisões

### Bairros
Quando se fala da sede do município, este é dividido por bairros. O primeiro bairro criado em Urucará foi o Centro Histórico. Somente a partir daí as demais áreas da cidade passaram a receber ocupação humana, com a chegada de migrantes e pessoas vindas de outras regiões do Brasil, principalmente do Nordeste. Há em Urucará muitas famílias oriundas do município de Parintins.
A zona rural por sua vez é dividida em Zonas e comunidades. O Castanhal é a maior dessas comunidades, tendo atualmente o caráter de distrito por possuir mais de 2 mil habitantes.

## Economia
Sua produção agrícola é baseada no cultivo de mandioca, cacau, maracujá, banana, guaraná, milho e feijão.
O município de Urucará se destaca na produtividade do guaraná em relação às demais localidades produtoras no Estado por produzir guaraná com certificação internacional. Urucará desponta como pioneiro na cultura do guaraná certificado organicamente na região Norte e que possivelmente seja o único do Brasil a partir do momento que a cultura do guaraná, para fins comerciais, é quase essencialmente no Amazonas. Das 9 toneladas de guaraná orgânico produzido em Urucará, safra 2006/2007, 80% foi exportada para o exterior, principalmente para países como França, Itália e Alemanha. Urucará é também um dos principais fornecedores de guaraná para a Coca-Cola, sendo um dos cinco primeiros municípios a forcener para a multinacional.

## Política
Pedro Geraldo Raimundo Falabella, conhecido como "Falabella", foi uma das lideranças políticas do município, era economista e artista plástico, eleito prefeito do município por 5 ocasiões, saiu da cidade em 2003 para assumir a direção da Afeam, importante instituição de financiamento de trabalhadores rurais que esteve à frente por 11 anos, além de ter sido superintendente do BASA. Ele recebeu a honraria da Medalha do Mérito Legislativo, cedida pela ALEAM. Falabella faleceu aos 72 anos em 28 de maio de 2014. O Centro de Educação em Tempo Integral de Urucará recebe o seu nome.